# Euphorbia ballyana
Euphorbia ballyana är en törelväxtart som beskrevs av Werner Rauh. Euphorbia ballyana ingår i släktet törlar, och familjen törelväxter. Inga underarter finns listade i Catalogue of Life.